# Nebulosa Olho de gato
NGC 6543 ou Nebulosa do Olho de gato é uma nebulosa planetária na constelação do Dragão.  Estruturalmente é uma das nebulosas mais complexas conhecidas tendo-se observado em imagens de alta resolução do Telescópio Espacial Hubble mostrando jorros de material e numerosas estruturas em forma de arco.
Foi descoberta por William Herschel em 15 de Fevereiro, de  1786 e foi a primeira nebulosa planetária cujo espectro foi pela primeira vez pesquisado sendo este trabalho realizado pelo astrônomo amador William Huggins em 1864.
Os estudos modernos revelam uma natureza complexa com intrincadas estruturas que poderiam ser causadas por material ejectado por uma binária acompanhando a estrela central. No entanto não há evidências diretas da presença desta parceira estelar. Também as medidas de abundâncias de elementos químicos revelam uma importante discrepância entre as medidas obtidas por diferentes métodos indicando que há aspectos desta nebulosa que permanecem ainda sem ser compreendidos.

## Informação geral

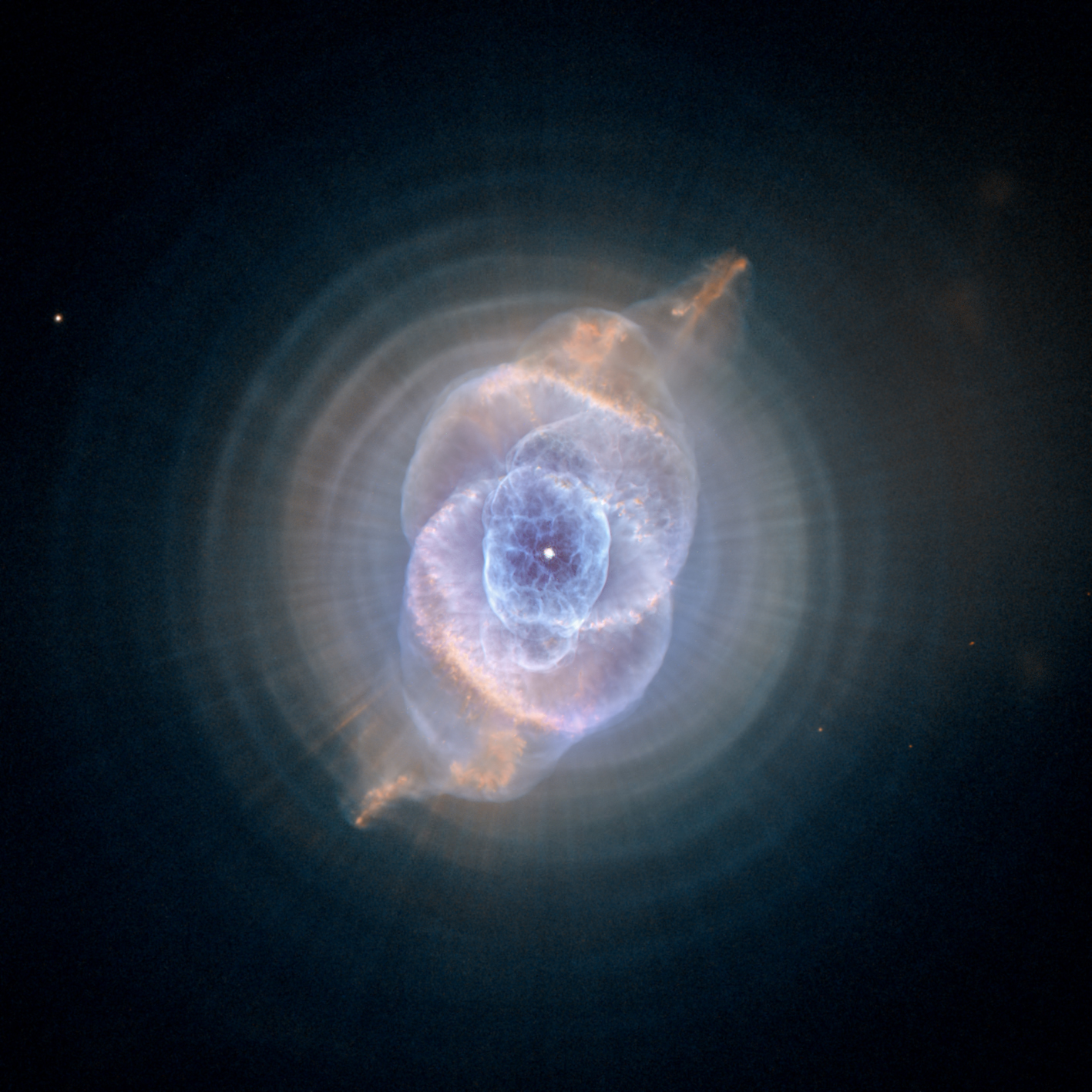
Nebulosa Olho de Gato.

A NGC 6543 é uma nebulosa planetária muito estudada. É relativamente brilhante com uma magnitude aparente de 8,1, e também com uma temperatura de  brilho elevada. Encontra-se nas coordenadas de ascensão reta 17h 58min 33,423s e declinação +66°38'. A alta declinação significa que é facilmente observável a partir do hemisfério norte, onde a maioria dos grandes telescópios foram construídos.
Enquanto a nebulosa interior mais brilhante tem um tamanho relativamente reduzido de 20 segundos de arco em  diâmetro, possui um halo extenso com material ejectado da estrela central durante a etapa de gigante vermelha. O halo se estende uns 386 arcseconds (6,4 minutos de  arco).
As observações mostram que o corpo principal da nebulosa tem uma densidade de  umas 5 000 partículas/cm³ e uma temperatura de  8 000 K. O halo exterior tem uma temperatura algo superior a 15 000 K e uma densidade muito inferior.
A estrela central em  NGC 6543 é uma estrela de tipo espectral O com uma temperatura na fotosfera de 80 000 K. Seu brilho é aproximadamente mais 10 000 vezes luminoso que o Sol com um raio de 0,65 o raio solar. Diversas análises espectroscópicas mostram que a estrela perde massa rapidamente por um forte vento estelar a um ritmo de 3,2×10−7 massas solares por  ano - 20 trilhões de toneladas por segundo. A velocidade deste vento de  partículas é de 1 900 kms−1. Os cálculos e modelos teóricos indicam que a estrela central possui atualmente uma massa solar mas os cálculos de sua evolução teórica implicam uma massa inicial de 5 massas solares.

## Observações

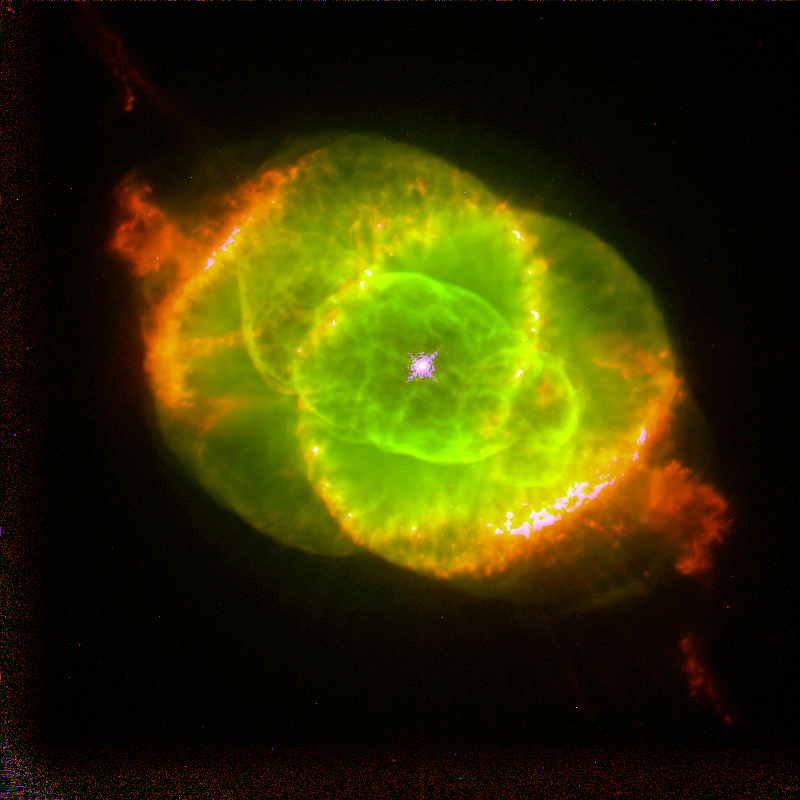
Nebulosa Olho de Gato capturada pelo Telescópio Espacial Hubble da NASA.

### Observações infravermelhas
As observações de NGC 6543 em longitudes de onda infravermelhas mostram a presença de uma nuvem pó estelar e gás a baixa temperatura. Pensa-se que o pó se formou nas últimas fases da vida da estrela original. Este pó absorve luz da estrela central reemitindo a energia em  longitudes infravermelhas. O espectro de  emissão infravermelho permite deduzir temperaturas de 70 K.
As emissões infravermelhas revelam a presença de  material não ionizado como hidrogênio molecular (H2). Em  muitas nebulosas planetárias a emissão molecular é maior a distâncias maiores da estrela onde o material deixa de  estar ionizado. No caso da NGC 6543 a emissão de hidrogênio é mais intensa no limite interior do halo exterior. Isto é possivelmente devido a ondas de choque excitando o H2 à medida que impactam a diferentes velocidades com o halo.

### Observações ópticas e ultravioleta
NGC 6543 foi extensamente observada no ultravioleta e nas longitudes de onda do visível. As observações espectroscópicas nestas longitudes de onda permitem determinar as abundâncias de  diferentes espécies químicas bem como intrincadas estruturas da nebulosa.
A imagem em  falsa cor do HST ressalta as regiões de alta e baixa concentração de  íons. Três imagens foram tomadas com filtros que isolavam a luz emitida por  íons de  hidrogênio em 656,3 nm, nitrogênio ionizada em 658,4 nm e oxigênio duplamente ionizado em  500,7 nm. As imagens foram combinadas em  canais vermelho, verde e azul respectivamente. A imagem revela duas capas de  material menos ionizado nos limites da nebulosa.

### Observações em  raios X
O Observatório de raios-X Chandra revelou a presença de gás extremamente quente ao redor da NGC 6543. Acredita-se que o gás quente é produzido pela violenta interação entre o vento estelar e o material expulso anteriormente. Esta interação esvaziou em grande parte o interior da nebulosa deixando um espaço menos denso em forma de borbulha.
As observações do Chandra revelaram também uma fonte pontual de intensos raios X na posição da estrela. Esta não deveria emitir tão intensamente nesta longitude de onda pelo que o elevado fluxo de raios X resulta algo misterioso. Uma possibilidade interessante é que os raios X poderiam ser produzidos num hipotético disco de acreção ao redor do sistema binário.

## Distância

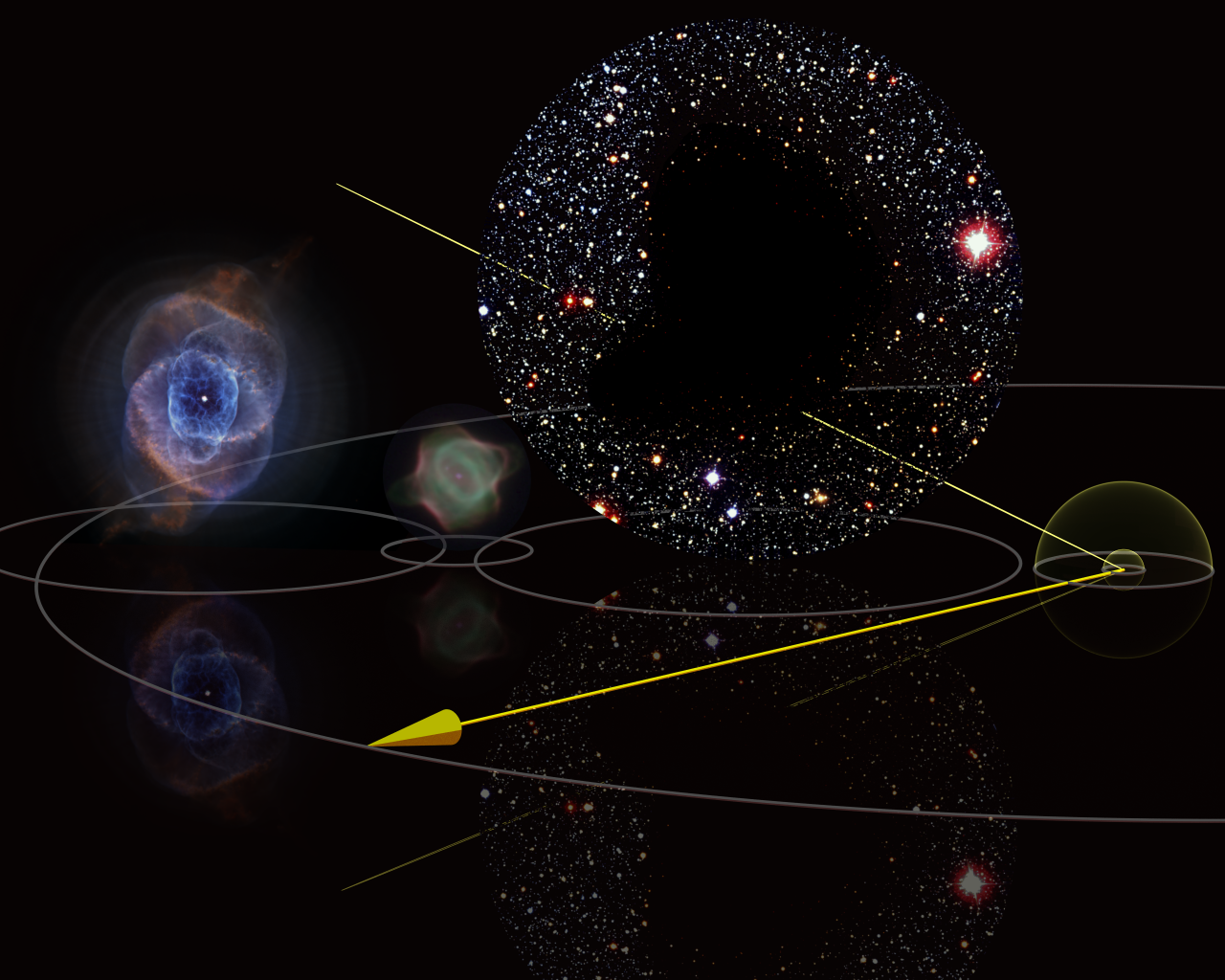
A expansão radial de NGC 6543 pode ser usada para calcular sua distância.

As distâncias às nebulosas planetárias não são tão fáceis de  identificar como no caso de algumas estrelas. Muitos dos métodos utilizados para estimar estas distâncias se baseiam em  hipóteses gerais que podem ser inadequadas para o objeto específico sob estudo.
Em  anos recentes no entanto as observações de maior precisão realizadas com telescópios como o Hubble permitiram melhorar estas estimativas. Todas as nebulosas planetárias se expandem e as observações do mesmo objeto em  anos diferentes com suficiente resolução angular permite medir o ritmo de crescimento da nebulosa sobre o céu. Estas expansão é normalmente muito pequena, uns poucos milissegundos de  arco por  ano ou menos. Os métodos espectroscópicos permitem calcular a velocidade de expansão de uma nebulosa planetárias a partir do efeito Doppler. Portanto, comparando a expansão angular com a velocidade de expansão medida por efeito Doppler permitem calcular a distância à nebulosa.
No caso de NGC 6543 as observações do telescópio espacial Hubble ao longo de vários anos permitiram estimar seu ritmo de expansão em 10 milissegundos de arco por ano com velocidades de expansão ao longo da linha de visão de 16,4 km/s. Combinando ambos resultados resulta uma distância entre a Terra e a Nebulosa Olho de gato de 1 000 parsecs

## Idade
O ritmo de expansão angular da nebulosa pode ser utilizado para estimar a idade desta. Se a expansão procedeu a ritmo constante, para atingir um diâmetro de 20 segundos de arco a um ritmo de 10 milissegundos de arco por ano, a nebulosa se teria formado há uns 1 000 anos. Provavelmente esta idade é só um limite superior já que o material expulso poderia ter-se deslocado a maior velocidade no passado sendo freado por sua interação com o meio interestelar.

## Composição química
Como a maioria dos objetos astronómicos NGC 6543 é formada sobretudo por hidrogênio e hélio, com elementos pesados tão somente presentes em  pequenas quantidades. A composição exata pode ser estudada mediante a análise espectroscópica da luz procedente da nebulosa. As abundâncias se expressam geralmente relativas ao hidrogênio, o elemento mais abundante.
Diferentes estudos indicam que a proporção de hélio frente ao hidrogênio na Nebulosa Olho de gato é de 0.12, o carbono e o nitrogênio têm abundâncias de 3×10−4, e o oxigênio tem uma abundância de 7×10−4. Estes valores são típicos dentro das nebulosas planetárias com concentrações de  carbono, nitrogênio e oxigênio mais abundantes do que numa estrela como o Sol devido aos efeitos da nucleossínteses que enriquece a atmosfera estelar com elementos pesados do que são depois expulsos formando a nebulosa planetária.
A análise mais detalhada mostra que a nebulosa contém também uma pequena quantidade de material altamente enriquecido em elementos pesados.

## Cinemática e morfologia da nebulosa
A NGC 6543 é uma nebulosa de  grande complexidade estrutural. Os mecanismos capazes de  moldar todas suas formas não são compreendidos com clareza. A porção mais brilhante interior é causada pela interação do vento estelar com o material expulso durante a formação da nebulosa. Neste processo se emitem grande quantidade de raios X. O vento estelar esvazia de maneira não-homogénea o interior da nebulosa.
Dado que a estrela central apresenta sinais de poder ser um sistema binário, a interação entre ambas estrelas contribui também para moldar as estruturas interiores da nebulosa. Neste caso poderia existir um disco de acreção com material fluindo de uma estrela à outra e com fenômenos de  ejeção pelas regiões polares da estrela que está acrescentando material. Estes jorros de ejeção estariam submetidos a  movimentos de precessão que poderia contribuir para formar as estruturas em  forma de filamento presentes na nebulosa.
Além da nebulosa interior o halo exterior envolve o sistema numa série de anéis concéntricos formados em  etapas anteriores da formação da nebulosa planetária, quando a estrela interior estava no ramo assintótica das gigantes vermelhas do diagrama de Hertzsprung-Russell. Os anéis estão uniformemente distribuídos pelo que tão somente teria um único mecanismo responsável de  sua formação a  intervalos regulares. Mais longe ainda um halo de material mais ténue se estende a largas distâncias da estrela.